# Wymój
Wymój – wieś w Polsce położona w województwie warmińsko-mazurskim, w powiecie olsztyńskim, w gminie Stawiguda.
W latach 1975–1998 miejscowość administracyjnie należała do województwa olsztyńskiego.
Wieś warmińska, położona nad Jeziorem Wymój oraz nad rzeką Pasłęką. Jest często odwiedzanym miejscem przez zachodnich miłośników agroturystyki. Wymój dzieli się na stale zamieszkany Wymój oraz część letniskowo-wczasową Wymój Domki. Zwyczajowo wieś dzieli się na trzy części, posiadające lokalne nazwy: Wymój Wieś, Wymój Domki i Wymój Kolonia. Zabudowa kolonijna jest rozproszona na polach a poszczególne siedliska oddalone są od centrum miejscowości o kilka kilometrów.
Obecnie w Wymoju mieszka około 230 osób, znajdują się tutaj 24 zagrody, powstają nowe domy. We wsi jest przystanek autobusowy, świetlica z pełnym wyposażeniem, ogrodzone boisko do siatkówki, piłki nożnej i plażowej, małe pole do koszykówki, plac zabaw, wiata ze stołem i ławami, miejsce na ognisko, plaża z miejscem na odpoczynek, tablica z informacjami turystycznymi, miejsce odpoczynku dla rowerzystów, ścieżki turystyczne w pobliskich lasach.
W pobliżu wsi znajduje się pierwszy w Polsce obiekt hodowli barramundi. W obiekcie hodowanych jest ok. 100 tys. ryb w obiegu zamkniętym wody (recyrkulacja). Obiektowi hodowli ryb towarzyszy szklarnia z hydroponiczną uprawą warzyw (sałata, kapusta chińska), filtrującą wodę z hodowli ryb ze związków azotowych.
W pobliżu wsi, otoczonej lasami, znajdują się obszary objęte ochroną, m.in. rezerwat orła bielika czy ostoja bobrów na rzece Pasłęce. Rzeka Pasłęka to także umowna granica między Warmią i Mazurami. Z przyrodniczego punktu widzenia interesujące są zadrzewienia znajdujące się we wsi oraz zadrzewienia śródpolne.

## Historia
W pobliżu Wymoja badania archeologiczne wykazały istnienie osady sprzed 2000 lat.
Wieś lokowana 2 stycznia 1351 r., kiedy to Kapituła Warmińska nadała Prusowi Tucteykenowi 20 łanów na prawie chełmińskim.
W Wymoju znajduje się stara szkoła (dawniej niemiecka), którą zbudowano 23 października 1930. Mieszkańcy Wymoja w plebiscycie z 1920, jako jedni z nielicznych, głosowali za Polską. W całym powiecie olsztyńskim aż 86,33% głosów oddano za przynależnością do Niemiec. Wiele rodzin miało pochodzenie niemieckie, jednak fakt ten nie utrudniał ani nie burzył stosunków sąsiedzkich. Na mocy „porozumienia o szkolnictwie”, zawartego przez ówczesne władze w 1926, na koloniach wymojskich powstała szkoła polska (zamknięta 20 sierpnia 1939). W 1935 otwarto świetlicę. Nie udała się próba otwarcia polskiego przedszkola. Z zapisków Edwarda Cyfusa wynika, że we wsi szczególnie dbano o kwestię wychowania młodzieży, zwłaszcza dziewcząt, które miały możliwość poznania zasad dobrego wychowania przyszłych gospodyń. Organizowano kursy gotowania, szydełkowania, haftu, sporządzania i podawania posiłków. Bardzo ważne było dla mieszkańców wsi, Warmiaków, utrzymanie religijności, porządku, zaradności i prawości, które to zasady kultywowano z pokolenia na pokolenie.
W 2006 wieś zaopatrzono w nową instalację wodno-kanalizacyjną.

## Zabytki i atrakcje turystyczne
We wsi kulturowe obiekty sakralne przeplatają się z typowym budownictwem warmińskim. Przy głównej drodze, wzdłuż której leży Wymój, znajdują się dwie kapliczki (jedna z nich dzwonniczką), których historia i powstanie związane są prawdopodobnie z pierwszymi pielgrzymkami, które miały miejsce tuż po objawieniach Najświętszej Marii Panny w Gietrzwałdzie. Trzecia kapliczka zlokalizowana jest na kolonii. Przy drodze zlokalizowane są także dwa krzyże.
Wymój jest typową warmińską osadą. Świadczą o tym obyczaje mieszkańców, jak też miejscowa zabudowa. Układ funkcjonalny jest zróżnicowany, w starszych zagrodach budynek mieszkalny znajduje się z przodu, blisko drogi, natomiast w głębi występują zabudowania gospodarcze, które razem z domem tworzą zamknięte podwórze. Nowsze budynki mieszkalne stoją blisko drogi, a podwórze jest otwarte i stanowi część reprezentacyjną, często z ozdobnymi drzewami i krzewami. W Wymoju przeważają domy kondygnacyjne. Są one proste w budowie, nie mają ganków i dobudówek. W starszych domach wejścia znajdują się od strony podwórza, w nowszych od strony drogi dojazdowej. Budynki pokryte są zazwyczaj dachówką ceramiczną lub eternitem.
Przez Wymój cyklicznie przebiegała trasa rajdu Kormoran.